# 三遊亭楽松
三遊亭 楽松（さんゆうてい らくまつ）は、落語家の高座名。代数をつけて呼ぶことはない。
- 先代三遊亭楽松 - 現∶三遊亭鳳楽
- 当代三遊亭楽松 - 本項にて詳述

三遊亭 楽松（1964年8月4日 - ）は、愛知県知多郡南知多町出身の落語家。円楽一門会所属。本名∶松田 偉雄。出囃子∶『奴さん』。

## 来歴
半田商業高校出身。
1986年1月、三遊亭鳳楽に入門し、一番弟子となる。前座名は師匠の前座名でもある「楽松」。2か月先に三遊亭好楽門下に入門した三遊亭好太郎とは、共に五代目三遊亭圓楽の孫弟子真打昇進第一号である。
1989年3月、二ツ目に昇進。
1992年10月、三遊亭真楽、三遊亭好太郎、三遊亭竜楽、三遊亭良楽、三遊亭愛楽、三遊亭京楽と共に真打昇進。

## 人物
マラソンを得意とする。全国のマラソン行事に参加するほか、毎年広島〜長崎間を走るピースラン活動を行っている。2008年はそれを拡大し本州縦断ウルトラマラソン1800km踏破を達成。このときは沖縄にも足を伸ばしている。

## 芸歴
- 1986年1月 - 三遊亭鳳楽に入門、「楽松」を名乗る。
- 1989年3月 - 二ツ目昇進。
- 1992年10月 - 真打昇進。

## 関連書籍
- 「噺家の女房が語る落語案内帖」 櫻庭由紀子（笠間書院）2020年12月 ISBN 978-4305709332